# 昭公 (衛)
昭公（しょうこう、? - 前426年）は、衛の第36代君主。敬公の子。

## 生涯
敬公の子として生まれる。
敬公19年（前432年）、敬公が薨去したため、子の糾（きゅう）が立って衛君（以降は昭公と表記）となる。
当時の中国は三晋（韓、魏、趙）が強盛で、衛は小国だった。そのため、衛は趙に付属することとなった。
昭公6年（前426年）、子の亶（たん）が昭公を殺して自ら立ち、衛君（懐公）となった。

## 参考資料
- 司馬遷『史記』（六国年表、衛康叔世家第七）